# Zawada (Pieczyska)
Zawada – przysiółek wsi Pieczyska w Polsce, położony w województwie opolskim, w powiecie namysłowskim, w gminie Świerczów.
W latach 1975–1998 przysiółek administracyjnie należał do ówczesnego województwa opolskiego.